# 新宿スカラ座
新宿スカラ座（しんじゅくスカラざ）は、かつて東京都新宿区に所在した名曲喫茶。現在は長野県北佐久郡軽井沢町へ移転し、中軽井沢駅近くで「新宿スカラ座 軽井沢店」として営業している。

## 店舗所在地
- 新宿スカラ座（初代・歌舞伎町）
  - 東京都新宿区歌舞伎町1丁目14-1

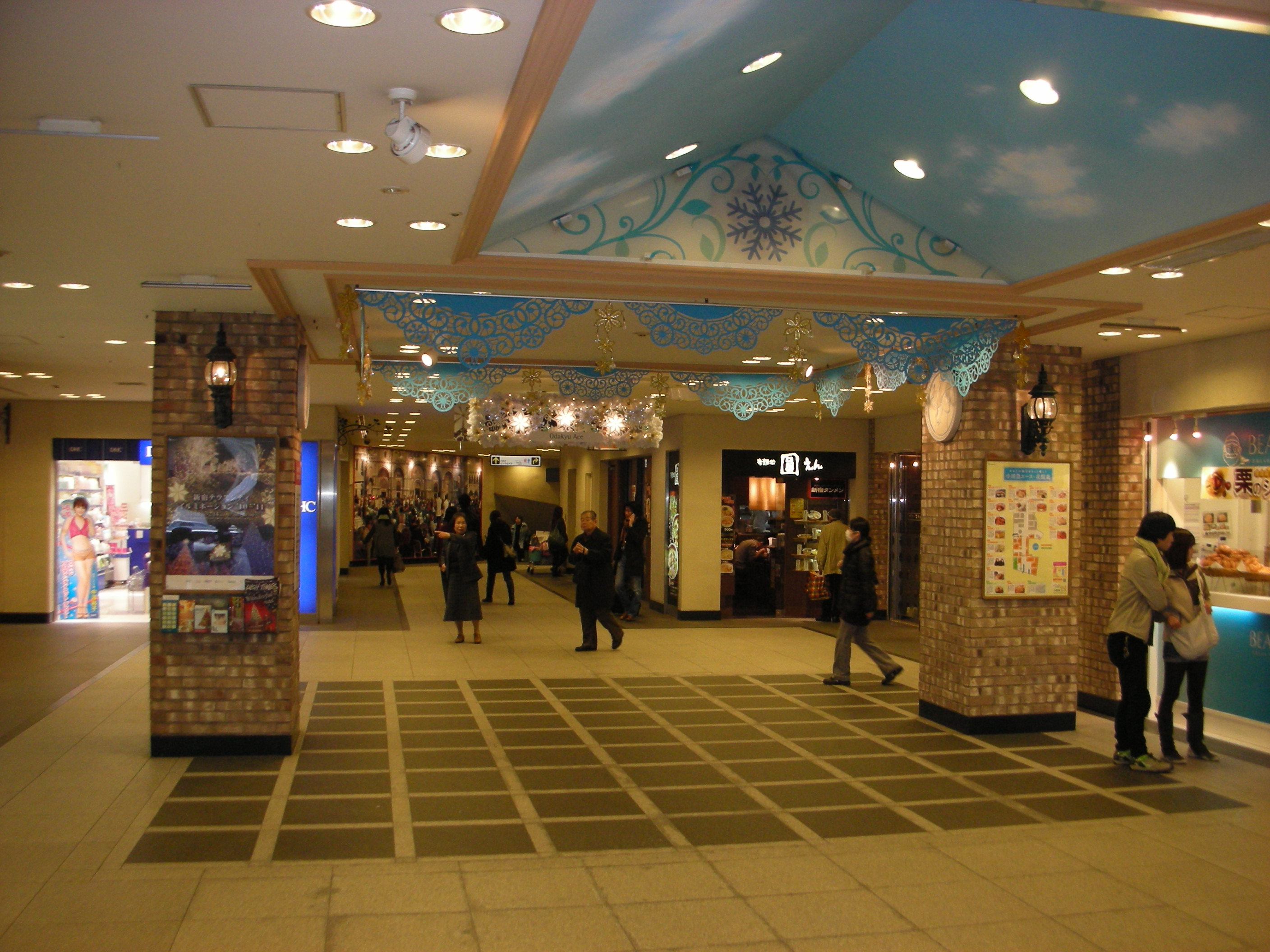
2代目店舗が入居していた小田急エース

  - 新宿コマ劇場前。新宿区立歌舞伎町公園の隣、跡地にはラーメン店「どうとんぼり神座（かむくら）新宿店[4]」が入居するビルが建つ。
- 新宿スカラ座（2代・小田急エース）
  - 東京都新宿区西新宿1丁目1-1　新宿西口地下街1号　小田急エース北館西[5]
- 新宿スカラ座 軽井沢店（3代・現行店舗）
  - 長野県北佐久郡軽井沢町中軽井沢6-14[3]
  - 中軽井沢駅から258m（駅北側）[3]

## 歴史
東京の西新宿で生糸・衣類商を営み財を成した初代オーナーが新宿・歌舞伎町に土地を買い、戦後の1954年（昭和29年）に名曲喫茶として開店したのが始まりである。店名はミラノの歌劇場「スカラ座」から採ったもの。名曲喫茶はクラシック音楽のレコードやステレオオーディオセットが高価で個人購入が難しかった1950年代から流行し、1960年代に全盛期を迎えて各地に店舗が誕生した。
新宿スカラ座は、新宿コマ劇場に出演する芸能人や、作家の打ち合わせ場所としても愛され、新宿の名物店のひとつとして長年親しまれてきた。初代オーナーの息子である2代目オーナーは、寿司職人として独立し新宿で寿司店を営んでいたが、父の依頼で1985年（昭和60年）頃から新宿スカラ座を手伝うようになり、やがて店を継いだ。
その後、名曲喫茶の衰退により純粋に音楽を楽しむ店ではなくなったことから、2代目オーナーはバブル時代に新宿スカラ座の看板を「名曲喫茶」から「CAFE」へ掛け替えた。時代の流れとともに客層も変わり、ホステスの同伴や暴力団員の打ち合わせなどに使われることが増えた。また街の治安も悪化し、ぼったくり店や悪質なキャッチセールスが増え、それに呼応して警察の取り締まりが厳しくなった。バブル崩壊後には新宿にも再開発の波が押し寄せ、街の空気が変わっていった。オーナーは「歌舞伎町はこういう街じゃない、と感じ始めたのです」と、変貌する街から心が離れていった気持ちを述べている。
歌舞伎町の店舗は木造ながら100席以上ある大きなものだったが、店の雰囲気に合わせて仕事ができる従業員が集まらなくなったことと、老朽化した木造建築のため火災の危険もあることなどから、オーナーは2002年（平成14年）に閉店を決定。建物を買い取りたいという申し出もあったがオーナーは断り「スカラ座は誰にもあげたくない」と解体を決め、同年末に閉店し建物は解体された。
しかし閉店を惜しむ声が多かったことから、翌2003年（平成15年）にオーナーが地権者であった新宿駅西口地下の小田急エースへ移転して再オープンし、歌舞伎町時代の家具や食器も引き継がれた。2008年末には歌舞伎町のシンボルであった新宿コマ劇場も閉館し、解体されたコマ劇場跡地は再開発され、新宿や歌舞伎町の風景も大きく変わった。
その後、2代目オーナーの体調悪化もあり、2015年（平成27年）8月31日をもって小田急エースの店舗を閉店し、新宿での営業を終了した。小田急エースの店舗を閉店後、2代目オーナーは新宿を離れて別荘のある軽井沢へ転居し隠居生活を送っていた。しかし「何もしないとボケそうだ」との理由で、体調の許す範囲で店を再開することとし「新宿スカラ座 軽井沢店」としてオープンした。